# APF Imagination Machine
APF Imagination Machine (Imagination Machine) је кућни рачунар фирме APF који је почео да се производи у Сједињеним Америчким Државама током 1979. године.
Користио је Motorola 6800 микропроцесорску јединицу а RAM меморија рачунара је имала капацитет од 9 KB, прошириво до 17 KB. 

## Детаљни подаци
Детаљнији подаци о рачунару Imagination Machine су дати у табели испод.
|                       |                                                               |
| [ 1 ]                 |                                                               |
| Произвођач            |                                                               |
| Тип                   | кућни рачунар                                                 |
| Меморија              | 9 прошириво до 17 KB                                          |
| Поријекло             | Сједињене Америчке Државе                                     |
| Година                | 1979                                                          |
| Тастатура             | тастатура са пуним помаком тастера - 53 тастера               |
| Процесор              |                                                               |
| Фреквенција процесора | 3,579                                                         |
| RAM                   | 9 прошириво до 17 KB                                          |
| ROM                   | 14 KB                                                         |
| Текст                 | 16 линија x 32 знака (8 боја)                                 |
| Графика               | 128 x 192 (8 боја) - 256 x 192 (4 боје)                       |
| Боја                  | 8                                                             |
| Звук                  | уграђени музички синтисајзер + звучник, један канал, 5 октава |
| Димензије             | непознато                                                     |
| Портови               |                                                               |
| Оперативни систем     |                                                               |